# Litoria capitula
Espèce
Synonymes
- Hyla capitula Tyler, 1968

Statut de conservation UICN

 DD  : Données insuffisantes
Litoria capitula est une espèce d'amphibiens de la famille des Pelodryadidae.

## Répartition
Cette espèce est endémique des Moluques en Indonésie. Elle se rencontre à Yamdena dans les îles Tanimbar.

## Description
L'holotype de Litoria capitula, une femelle gravide, mesure 34,1 mm.

## Publication originale
- Tyler, 1968 : Papuan hylid frogs of the genus Hyla. Zoologische verhandelingen, vol. 96, p. 1-203 (texte intégral).